# Östra Torps landskommun
Östra Torps landskommun var en tidigare kommun i dåvarande Malmöhus län.

## Administrativ historik
Kommunen bildades i Östra Torps socken i Vemmenhögs härad i Skåne när 1862 års kommunalförordningar trädde i kraft. 
Vid kommunreformen 1952 uppgick kommunen i Klagstorps landskommun som uppgick 1967 i Trelleborgs stad som 1971 ombildades till Trelleborgs kommun.

## Politik

### Mandatfördelning i Östra Torps landskommun 1938-1946
| 12 | 5 | 3 |

| 18 |

| 14 | 6 |

| 18 |

| 14 | 6 |

| 19 |